# Wyspa (film 2005)
Wyspa (ang. The Island) – amerykański film science-fiction z roku 2005. Produkcja okazała się być hitem i przyczyniła się do popularności Scarlett Johansson. Film przyniósł dochód prawie 163 mln dolarów.

## Opis fabuły
Akcja rozgrywa się w roku 2019. Świat został skażony i przeżyła jedynie garstka ludzi. W zamkniętym kompleksie mieszkaniowym, w którym żyją, codziennie odbywa się losowanie. Zwycięzca zostaje w nagrodę przeniesiony na tytułową wyspę, ostatni nieskażony skrawek Ziemi.
Jednak w taki stan rzeczy zaczyna wątpić jeden z mieszkańców kompleksu Lincoln Sześć Echo. Zaczyna zadawać coraz więcej pytań i samodzielnie szukać odpowiedzi. Kiedy w końcu odkrywa, że świat, który zna, nie jest prawdziwy, a zwycięzcy loterii zamiast na wyspę wysyłani są na stół operacyjny, rzuca się do szaleńczej ucieczki razem ze swoją towarzyszką Jordan Dwa Delta.
Po dotarciu na powierzchnię udaje im się dotrzeć do Los Angeles, gdzie ostatecznie dowiadują się, że oni oraz wszyscy mieszkańcy "schronu" są sztucznie wyhodowanymi „produktami” – klonami bogatych mieszkańców Stanów Zjednoczonych, którzy wykorzystują ich jako zbiór zapasowych narządów. Sumienie klientów jest oszukiwane przez zapewnienia firmy, że ich klony to półżywe ciała bez funkcjonującego mózgu i świadomości. Świat nie został skażony i wszystko istnieje tak jak dawniej. Uciekinierów ścigają bezwzględni najemnicy, których szefem jest Albert Laurent.
Lincoln Sześć Echo i Jordan Dwa Delta znajdują Toma Lincolna, oryginalnego dawcę DNA Lincolna, który jest bogatym projektantem jachtów chorującym na marskość wątroby. Pomimo szoku spowodowanego wiadomością, że klon mający dać mu zdrową wątrobę to żywa osoba, Tom Lincoln decyduje się donieść na uciekinierów. Po pościgu dochodzi do sytuacji w której Laurent nie jest w stanie odróżnić Toma Lincolna od jego klona i zabija oryginalnego Lincolna.
Lincoln i Jordan wracają do schronu, w którym udaje im się zabić lidera firmy klonującej dla narządów i uwalniają przetrzymywane tam osoby.

## Obsada
- Ewan McGregor – Lincoln Sześć Echo / Tom Lincoln
- Scarlett Johansson – Jordan Dwa Delta / Sarah Jordan
- Djimon Hounsou – Albert Laurent
- Sean Bean – Merrick
- Steve Buscemi – McCord
- Michael Clarke Duncan jako Starkweather Dwa Delta
- Ethan Phillips jako Jones Trzy Echo
- Brian Stepanek jako Gandu Trzy Echo
- Siobhan Flynn jako Lima Jeden Alfa